# باشگاه فوتبال وودبریج تاون
باشگاه فوتبال وودبریج تاون (به انگلیسی: Woodbridge Town Football Club) یک باشگاه فوتبال در شهر وودبریج، سوفاک، کشور انگلستان است که در سال ۱۸۸۵ میلادی تأسیس شده‌است.